# Jeu sportif
Un jeu sportif est un jeu qui se joue en plein-air, généralement adaptable en salle, qui est physique mais qui a pour caractéristique de ne pas être qualifié de sport.
Il fait appel à des exercices physiques tels que la marche à pied, la course, le saut, le lancer, la danse, le jeu de ballon, les exercices de force, les exercices d'équilibre, etc. Ceux qui demandent des efforts musculaires doivent être précédés d'échauffements. Pour participer activement, les joueurs doivent disposer des compétences et de la santé nécessaires pour réaliser les exercices  physiques demandés. Ainsi, certains jeux sportifs sont difficiles pour des enfants trop jeunes ou des adultes trop âgés.
La plupart des jeux sportifs sont destinés plutôt aux enfants et d'autres d'entre eux sont plutôt réservés aux adultes. Les enfants y jouent dans des centres de loisirs, en cours de sport ou pendant les récréations. À l'occasion de fêtes, en particulier celles regroupant enfants et adultes, les adultes participent à des jeux sportifs pour enfants.
Le jeu de la chaise musicale est un exemple de jeu sportif.